# Gimnofioni
Gimnofionii (Gymnophiona) (din greaca gymnos = nud + ophion = șarpe) sau apodele (Apoda) sunt un ordin de amfibieni lipsiți de membre și centuri, cu corpul serpentiform sau vermiform și trunchi inelat la cele mai multe specii. Au o coadă rudimentară, tegumentul este nud (neted). Vertebrele sunt de tip amficelic, cu notocord persistent și la adult. Ochii sunt reduși și acoperiți cu piele. Înaintea lor se găsește o pereche de tentacule retractile ale buzei superioare. Urechea mijlocie lipsește. Plămânul stâng este redus. Masculul are organ de copulație provenit din evaginarea peretelui cloacal. Metamorfoza este scurtă. Duc o viață subterană asemănătoare cu râmele. Cele aproximativ 188 de specii de apode sunt grupate în vreo 31 de genuri cuprinse 9-10 familii. Trăiesc în regiunile tropicale ale globului (Malaysia, Filipine, Africa, America).